# Rosemarie Will (Autorin)
Rosemarie Will (* 22. Mai 1952; † 10. November 2024) war eine deutsche Autorin.

## Leben
Will wuchs in einem ländlich-bäuerlichen Umfeld in Berchtesgaden auf. Im Jahr 1980 zog sie nach Ebersberg in der Nähe von München. Von 1994 bis 2018 war sie dort, mit sechs Jahren Unterbrechung zwischen 2002 und 2008, für Bündnis 90/Die Grünen als Stadträtin tätig. Sie gehörte 1989 zu den Gründungsmitgliedern des Ortsverbands der Partei. Zwischen 2003 und 2023 war sie Redaktionsleiterin des Berchtesgadener Heimatkalenders. Ab 2004 leitete sie die Ebersberger Kreisgeschäftsstelle des Bundes Naturschutz in Bayern. 2018 ging sie in den Ruhestand und zog mit ihrem Mann zurück nach Berchtesgaden.
Zu Wills Veröffentlichungen gehören neben dem Berchtesgadener Heimatkalender Geschichten, Kinder- und Wanderbücher. Sie hatte drei Söhne, darunter der Schauspieler und Komiker Florentin Will.

## Veröffentlichungen
- Berchtesgadener Adventsbiachi. Berchtesgadener Anzeiger, Berchtesgaden 2002, ISBN 978-3-925647-31-4.
- Geschichtenwandern rund um Berchtesgaden. Berchtesgadener Anzeiger, Berchtesgaden 2006, ISBN 978-3-925647-43-7.
- Wia aus dem Anderl ... a Buttnmandl g'wordn is. Berchtesgadener Anzeiger, Berchtesgaden 2008, ISBN 978-3-925647-51-2.
- Kindheit im Berchtesgadener Land. Wartberg Verlag, Gudensberg-Gleichen 2011, ISBN 978-3-8313-2142-1.
- mit Hagen Böhnisch: Die Untersbergbotschaft. Plenk Verlag, Berchtesgaden 2015, ISBN 978-3-940141-71-2.
- Ein Engerl fällt vom Himmel. Plenk Verlag, Berchtesgaden 2019, ISBN 978-3-944501-84-0.